# Unionistes sociaux-démocrates
Le mouvement des unionistes sociaux-démocrates (al-Wahdawiuyun al-Dimukatiyyun Al-Ijtima'iyyun) est un parti politique syrien. Le parti est membre du Front national progressiste composé de partis légalement agréés qui soutiennent l'orientation socialiste et nationaliste arabe du gouvernement et acceptent la direction du parti Baas syrien. Lors des élections parlementaires syriennes de 2007, le parti n'a obtenu aucun des 250 sièges au Conseil populaire de Syrie.